# Shary Vallecilla
Shary Julisa Vallecilla Quiñónez (* 26. Oktober 2001) ist eine kolumbianische Leichtathletin, die sich auf den Sprint spezialisiert hat.

## Sportliche Laufbahn
Erste Erfahrungen bei internationalen Meisterschaften sammelte Shary Vallecilla im Jahr 2017, als sie bei den U20-Südamerikameisterschaften in Leonora in 25,06 s den siebten Platz im 200-Meter-Lauf belegte und mit der kolumbianischen 4-mal-100-Meter-Staffel in 47,33 s die Silbermedaille gewann. Im Jahr darauf startete sie im 100-Meter-Lauf bei den Olympischen Jugendspielen in Buenos Aires und erreichte dort Rang elf. 2019 gewann sie bei den U20-Südamerikameisterschaften in Cali in 11,85 s die Silbermedaille über 100 Meter und wurde über 200 Meter in 24,24 s Vierte. Zudem siegte sie in 45,98 s im Staffelbewerb. Anschließend schied sie bei den U20-Panamerikameisterschaften in San José mit 12,01 s im Vorlauf über 100 Meter aus und erreichte mit der Staffel in 45,59 s Rang sechs. 2021 scheiterte sie dann bei den Südamerikameisterschaften in Guayaquil mit 12,10 s in der ersten Runde über 100 Meter und belegte über 200 Meter in 24,31 s den fünften Platz. Zudem gewann sie in 45,61 s gemeinsam mit Valeria Cabezas, Gregoria Gómez und Natalia Liñares die Silbermedaille hinter dem Team aus Brasilien. Anfang Dezember gewann sie bei den erstmals ausgetragenen Panamerikanischen Juniorenspielen in Cali in 23,07 s die Silbermedaille über 200 m hinter der Ecuadorianerin Anahí Suárez und stellte damit einen neuen kolumbianischen U23-Landesrekord auf. Zudem siegte sie in 43,58 s in der 4-mal-100-Meter-Staffel und stellte damit einen U23-Südamerikarekord auf. Im Jahr darauf siegte sie in 23,30 s bei den Juegos Bolivarianos in Valledupar über 200 Meter und siegte in 44,52 s auch in der 4-mal-100-Meter-Staffel. Ende September gelangte sie bei den U23-Südamerikameisterschaften in Cascavel mit 23,94 s auf Rang vier im Einzelbewerb und gewann mit der Staffel in 44,74 s die Bronzemedaille hinter den Teams aus Ecuador und Brasilien. Kurz darauf gelangte sie bei den Südamerikaspielen in Asunción mit 23,75 s auf Rang sechs über 200 Meter.
2023 gewann sie bei den Südamerikameisterschaften in São Paulo in 23,07 s die Silbermedaille hinter der Ecuadorianerin Nicole Caicedo und sicherte sich in der 4-mal-100-Meter-Staffel in 44,18 s gemeinsam mit Evelyn Rivera, Angélica Gamboa und Melany Bolaño die Silbermedaille hinter dem brasilianischen Team. Im November gelangte sie bei den Panamerikanischen Spielen in Santiago de Chile mit 44,79 s auf den sechsten Platz im Staffelbewerb.
2022 wurde Vallecilla kolumbianischer Meisterin in der 4-mal-400-Meter-Staffel.

## Persönliche Bestzeiten
- 100 Meter: 11,72 s (+0,1 m/s), 27. April 2023 in Mayagüez
- 200 Meter: 23,07 s (0,0 m/s), 3. Dezember 2021 in Cali